# Atbash
Atbash là một dạng mã thay thế đơn giản cho bảng chữ cái Hebrew. Thuật ngữ atbash bắt đầu bằng chữ đầu tiên trong bảng chữ cái, aleph (chữ cái), tiếp theo là tav (chữ cái), chữ cái cuối cùng, sau đó là chữ cái thứ hai beth (chữ cái), rồi tiếp đến chữ áp chót shin (chữ cái), hàm chứa phép thay thế bằng cách đảo ngược bảng chữ cái Hebrew. Một ví dụ cho Atbash là trong Sách Jeremiah, לב קמי Lev Kamai (51:1) là Atbash cho כשדים Kasdim (Chaldeans), và ששך Sheshakh (25:26; 51:41) là Atbash cho בבל Bavel (Babylon).. Nó đã được liên kết với các phương pháp bí truyền của người Do Thái trong việc giải thích các văn bản tôn giáo tiếng Do Thái như trong đạo Kabbalah.
Bảng mã Atbash cho tiếng Do Thái hiện đại:
```
Bảng chữ cái thường: 
אבגדהוזחטיכלמנסעפצקרשת

Bảng chữ cái mật mã: 
תשרקצפעסנמלכיטחזוהדגבא
```

Bảng mã Atbash cho bảng chữ cái Latinh:
```
Bảng chữ cái thường: abcdefghijklmnopqrstuvwxyz
Bảng chữ cái mật mã: ZYXWVUTSRQPONMLKJIHGFEDCBA
```

Ta có thể viết gọn hơn:
```
13 ký tự đầu: A|B|C|D|E|F|G|H|I|J|K|L|M
13 ký tự cuối: Z|Y|X|W|V|U|T|S|R|Q|P|O|N
```

Atbash cho bảng chữ cái Việt (chữ quốc ngữ):
```
15 ký tự đầu: A|Ă|Â|B|C|D|Đ|E|Ê|G|H|I|K|L|M
15 ký tự cuối: Y|X|V|Ư|U|T|S|R|Q|P|Ơ|Ô|O|N|M
```

Atbash là mã thay thế rất đơn giản, có thể áp dụng cho mọi bảng chữ cái. Ví dụ Atbash AQC là "yêu". Một vài từ tiếng Anh khi được mã hóa bằng Atbash sẽ tạo ra một từ tiếng Anh khác, chẳng hạn như "hob"="sly", "hold"="slow", "holy"="slob", "horn"="slim", "zoo"="all", "irk"="rip", "low"="old", "glow"="told", và "grog"="tilt". Vì chỉ có một khóa, Atbash là mã đơn giản và rất yếu, nó đã bị thay thế bằng các loại mật mã khác phức tạp và mạnh mẽ hơn trong lịch sử mật mã học.
The Atbash cipher is referenced ở Google's Da Vinci Code Quest, in which participants must decode a common word from Atbash.